# St. Mauritius (Wallenhausen)

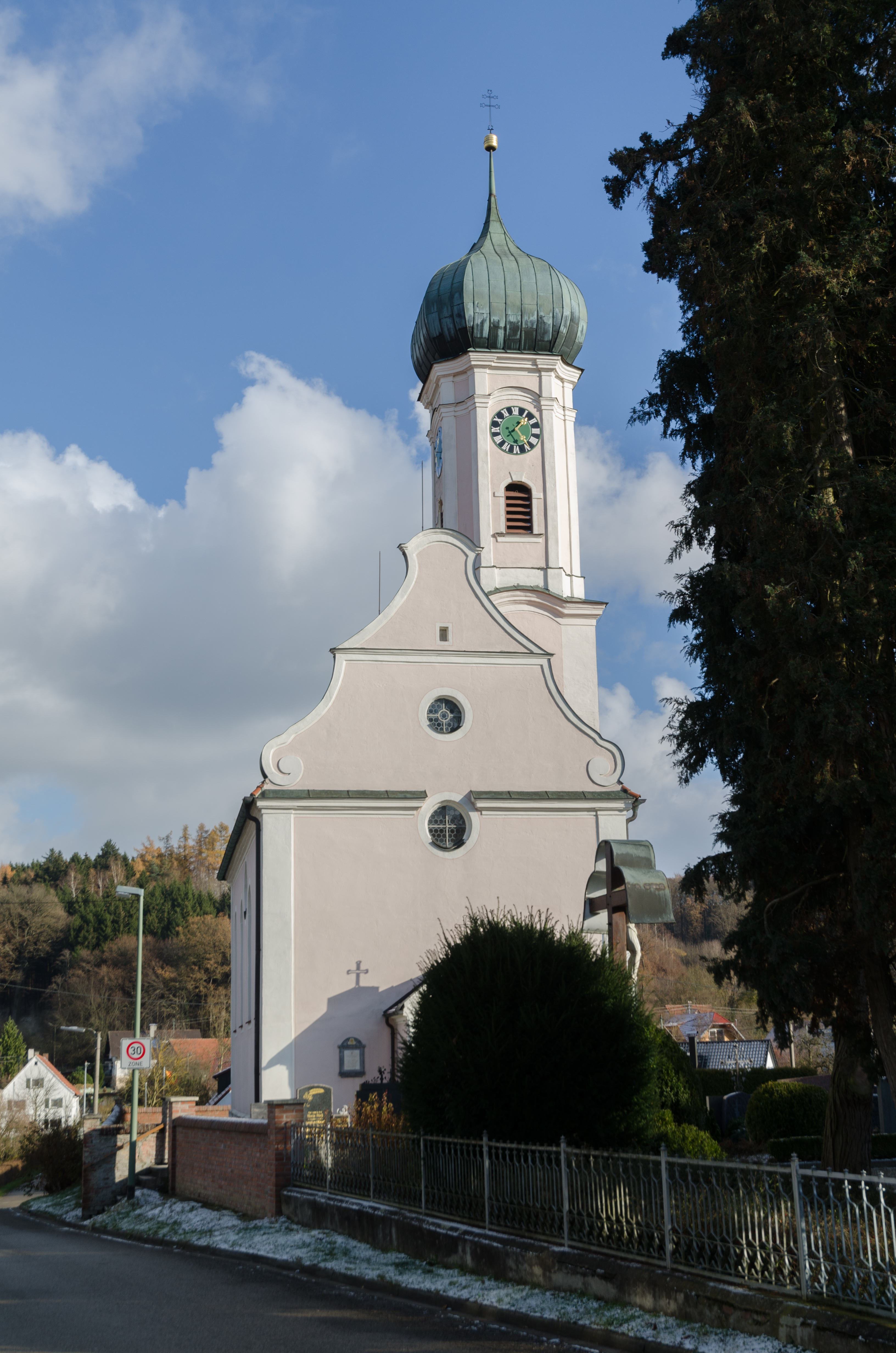
St. Mauritius in Wallenhausen

Die römisch-katholische Pfarrkirche St. Mauritius steht in Wallenhausen, einem Stadtteil von Weißenhorn im schwäbischen Landkreis Neu-Ulm in Bayern. Das Bauwerk ist in der Liste der Baudenkmäler in Weißenhorn als Baudenkmal unter der Nr. D-7-75-164-157 eingetragen. Die Pfarrei gehört zum Dekanat Neu-Ulm des Bistums Augsburg.

## Beschreibung
Die im Kern spätgotische Saalkirche wurde 1755/57 nach einem Entwurf von Johann Georg Hitzelberger völlig umgebaut. Sie besteht aus einem Langhaus, einem eingezogenen, dreiseitig geschlossenen Chor im Osten und einem Chorflankenturm auf quadratischem Grundriss an der Südwand des Chors, der mit einem Geschoss mit Pilastern an den acht Ecken aufgestockt wurde, das den Glockenstuhl mit vier Kirchenglocken und die Turmuhr beherbergt. Ihm wurde eine Zwiebelhaube aufgesetzt. An der Fassade im Westen, die mit einem Volutengiebel bedeckt ist, befindet sich in einem Anbau das Portal. 
Der 1757 angebrachte Stuck am Chorbogen wird Anton Landes zugeschrieben. Die 1762 eingefügten Fresken stammen von Johann Baptist Enderle. Der ursprünglich für die Pfarrkirche in Witzighausen bestimmte Hochaltar wurde Mitte des 18. Jahrhunderts aufgestellt. Das Altarretabel wurde 1827 von Konrad Huber beidseitig mit dem Abendmahl Jesu und der Kreuzigung Christi bemalt. Ein um 1730 entstandenes Marienbildnis wird Ferdinand Luidl zugewiesen. Das Taufe Jesu wird Johann Adam Hops zugeschrieben.